# Yahoo! Kids
Yahooligans! était le nom d'un portail web de Yahoo! destiné aux enfants. Chaque entrée du répertoire est vérifiée par des employés de la société afin de vérifier que le contenu est approprié. Le site contient également des jeux et des ressources éducatives pour parents et enfants.
Fin 2006, Yahoo a changé la marque Yahooligans! en Yahoo! Kids qui, depuis avril 2007 est sous-jacente a Quintura for Kids.
Le site japonais (Yahoo! kids) a conservé encore un portail destiné aux enfants pendant un certain temps.
En 2006, le portail Yahoo! Kids entièrement destiné aux enfants de 7 à 11 ans et à leurs parents a été développé pour permettre aux enfants de se familiariser avec les usages et les dangers d'Internet. 
L'agence Ludi*Lab, (agence conseil en marketing responsable et communication) spécialisée dans les jeunes et les familles, a participé au positionnement et à son offre, et monté l'opération de lancement "Bienvenue sur Internet avec Yahoo!" qui s'est déroulée sur un stand spécial au salon Kidexpo en 2007. 
Yahoo! pour les Kids, est un univers à la fois ludique et simple, récréatif et pédagogique, qui guide les enfants dans leurs débuts d’utilisation d’Internet, outil exceptionnel de connaissance, de communication et de loisirs. C’est aussi un espace privilégié pour transmettre aux enfants des messages sur les règles du jeu à respecter pour surfer sans soucis : les 7 règles d’or de l’Internet.
Et quoi de mieux pour une initiation en toute sécurité qu’un parcours ludique plein de surprises : De la création de la première adresse e-mail à la maîtrise des jeux en ligne, en passant par la "recherche" : cinq ateliers aussi amusants que pédagogiques attendaient les élèves sur les stands Yahoo! pour les Kids et Internet sans Crainte.
Afin de mieux sensibiliser les enfants aux risques d’Internet, un partenariat a été mis en place, avec l'action de sensibilisation "Internet sans Crainte" initiée par la DUI (Délégation aux usages de l'Internet), et son programme Vinz et Lou sur Internet soutenu par le ministère de l'Education nationale.
Dans la droite ligne du travail fait en classe pour le Brevet Informatique et Internet (B2i), les activités proposées aux enfants sur le stand vous permettront de guider leurs premiers pas ou leurs progrès sur Internet.